# 瑪加利大·瑪利亞·亞拉高
瑪加利大·瑪利亞·亞拉高或譯麗達·安蘭閣（法文： Marguerite-Marie Alacoque；1647年7月22日—1690年10月17日）是一位法国天主教修女，促进了耶稣圣心的敬礼。
1647年，玛加利大出生于奥顿教区的村庄 Lhautecour（现在Verosvres镇的一部分）。从幼年起，据称玛加利大就显示出对圣体的热爱，喜爱静默和祈祷。在9岁初领圣体后，她实行了一项秘密的苦修（包括在少年胸部雕刻“耶稣”的名称），直到瘫痪将她限制在床上四年时间。在这一时期结束时，她向圣母瑪利亞许愿奉献自己过修道生活，她立刻完全恢复了健康。
她看见耶稣基督的异象，认为是一种正常的人类经历，并继续实行 austerity。然而，这时她看见耶稣钉在十字架上，但还活着，责备她遗忘了他，声称他的心是充满爱，由于她的诺言。1671年5月25日，将近24岁时，进入Paray-le-Monial的圣母往见修院，成为一名修女。
她受到了许多试验，以证明奉献的真实性。1671年8月25日，她获准穿上会衣，但是在1672年11月6日才被允许發願。
在这所修道院，她曾有数次得到耶稣圣心的启示，第一次是在1673年12月27日，最后一次是在18个月后。异象启示她敬礼的主要特征是要在每月第一个星期五领聖體、星期六朝拜聖體和耶稣圣心瞻禮。
她虽然被院长 Saumaise拒绝，但是按照获得的启示继续努力，最终赢得了院长，但是未能说服一群神学家相信显现的有效性，也未能在团体成员中获得更多的成功。她获得当时的会院神师高隆汴的支持，他宣布异象是真实的。1683年，团体的反对结束了，Melin被选为院长，任命玛加利大为她的助手。她后来成为初学导师，监督修道院的瞻禮。耶稣圣心瞻禮私下开始于1686年，2年后，在 Paray-le-Monial 兴建了一座敬礼耶稣圣心的礼拜堂。 
1690年10月17日玛加利大去世后，耶稣圣心的敬礼受到耶稣会，以及教会内争议的促进，直到75年后才得到正式承认。

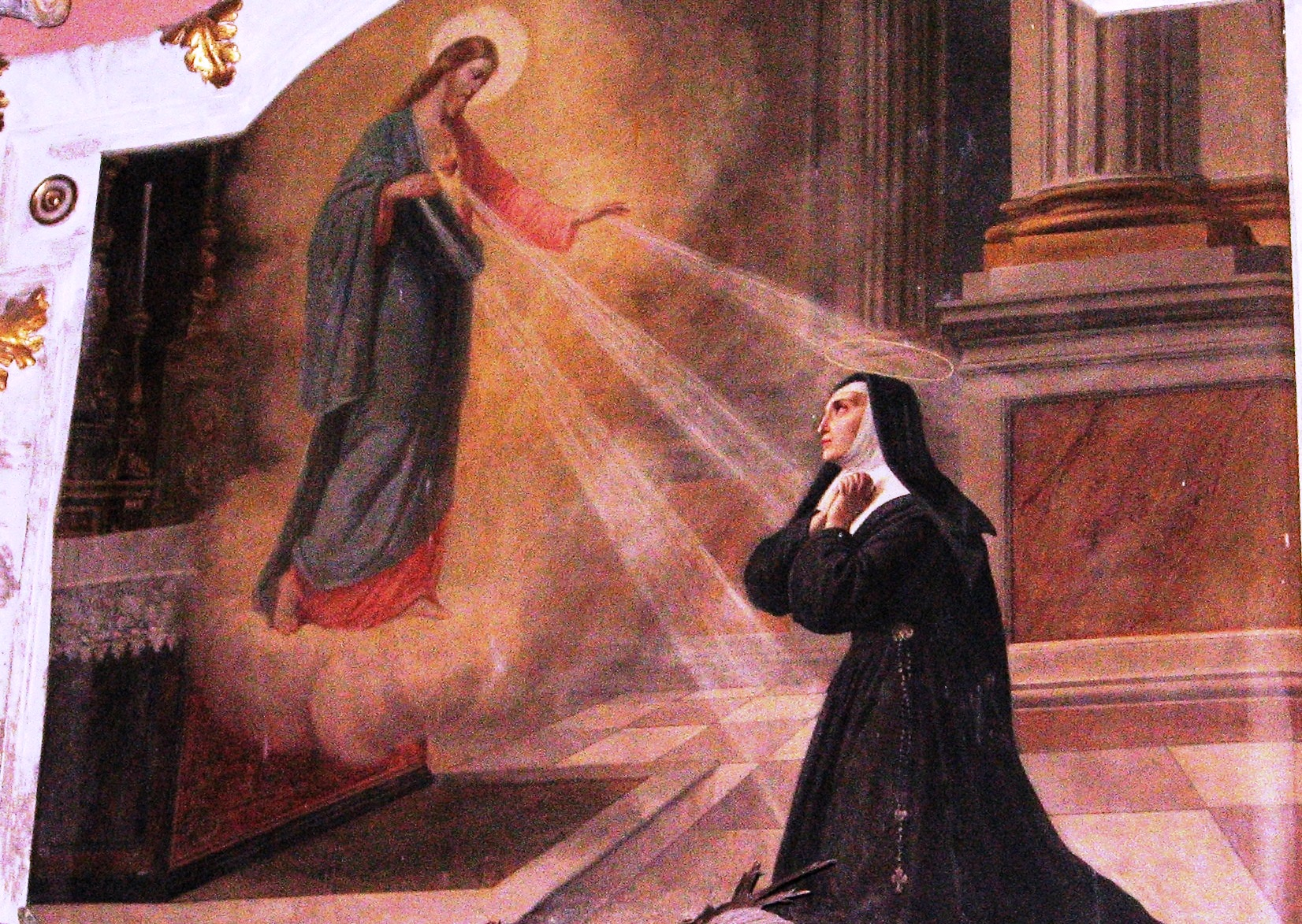
耶稣与玛加利大

对她的使命和品质的讨论持续了许多年。她所有的行动，她的启示，她的格言，她敬礼耶稣圣心的教导（她是主要执行者，以及鼓吹者），都受到最严格细致的考核，最后圣礼部对这位“天主的仆人”的超群德行通过了一项有利的投票。1824年3月良十二世宣布她为真福（封圣的第一个步骤），1864年9月18日，教宗庇护九世正式将她列入真福品。1830年7月她的墓被打开时，据记载发生了两起瞬间治愈。她的尸体安葬在Paray礼拜堂的祭台下面，许多声称的引人注目的祝福吸引来自世界各地的人前来朝圣。
1920年，本笃十五世将她封为圣人，1929年，在瞻禮單上，她的纪念日定在她去世的那一天10月17日。1969年，这一天被指定纪念伊格那丢，于是玛加利大的纪念日提前到前一天，10月16日。
1928年，庇护十一世发布通谕《至仁慈的救主》，申明教会对于她声称耶稣基督对她显现，并向她允诺所有敬礼圣心者将赋予天堂丰富恩惠的可信性的立场。
她的小册子《耶稣圣心敬礼》（La Devotion au Sacré-Coeur de Jesus）在她去世后的1698年由 J. Croiset 出版，在天主教中流传颇广。